# Centro Histórico de Diamantina
O Centro Histórico de Diamantina é a área urbana histórica da cidade brasileira de Diamantina (Minas Gerais), tombada em nível federal em 1938 (um dos primeiros tombamentos no país, feito pelo então SPHAN, atual IPHAN) e também como Patrimônio Mundial pela Unesco. A área inscrita como Patrimônio Mundial é de 28,5 hectares, circundados por uma área tampão que coincide com o tombamento federal.

## História
A formação do município está intrinsecamente ligada à exploração do ouro e do diamante. A ocupação inicial do território se deu com Jerônimo Gouveia, que, seguindo o curso do rio Jequitinhonha, encontrou, nas confluências do rio Piruruca e rio Grande, uma grande quantidade de ouro.
Por volta de 1722, começou o surgimento do povoado, sempre seguindo as margens dos rios que eram garimpados. A partir de 1730, ainda com uma população flutuante, o Arraial do Tejuco foi se adensando. Por meio da expansão de pequenos arraiais ao longo dos cursos d’água em direção ao núcleo administrativo do Tejuco, foi se formando o conjunto urbano de Diamantina, tendo como primeiras vias a rua do Burgalhau, rua Espírito Santo e beco das Beatas.
Em 1938, o conjunto arquitetônico do centro histórico da cidade foi tombado pelo Instituto do Patrimônio Histórico e Artístico Nacional, e, em 1999, foi reconhecido pela Unesco como Patrimônio Mundial.

## Características

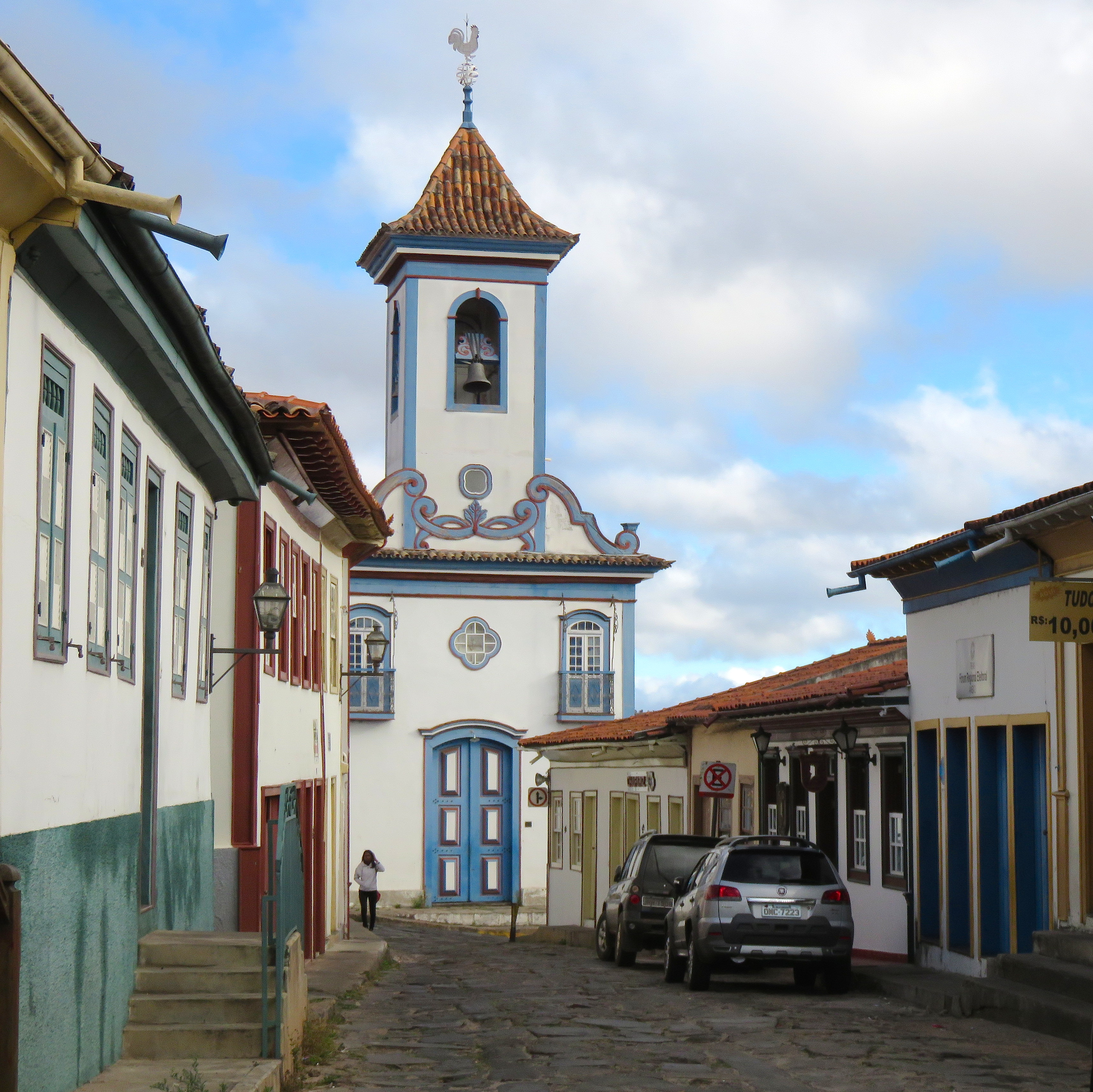
Igreja de Nossa Senhora do Amparo

Construída em um sítio íngreme, possui traçado urbano sinuoso, formado por ruas estreitas com calçamento em pedra. O casario, definidor das ruas, não possui recuo frontal e se destaca pelo colorido vivo das esquadrias que contrasta com o branco das paredes. Há várias igrejas no centro, mas em geral não se destacam do entorno no qual estão inseridas. Nota-se o uso de elementos que remetem à arquitetura portuguesa influenciada pela árabe, como muxarabis e treliças nas janelas e varandas.
A morfologia urbana de Diamantina foi inspirada nas cidades medievais portuguesas.Na área central da cidade encontramos uma parte plana, de pedras acinzentadas.
A tipologia comum é a colonial, havendo poucos exemplos de construções neoclássicas, ecléticas ou neocoloniais. A arquitetura moderna está representada por três obras de Oscar Niemeyer, da década de 1950.
Encravada na inóspita Serra do Espinhaço, Diamantina é um exemplo vivo de arquitetura colonial de linhas e formas suaves, adaptadas àos trópicos.